# 프리츠 라이버

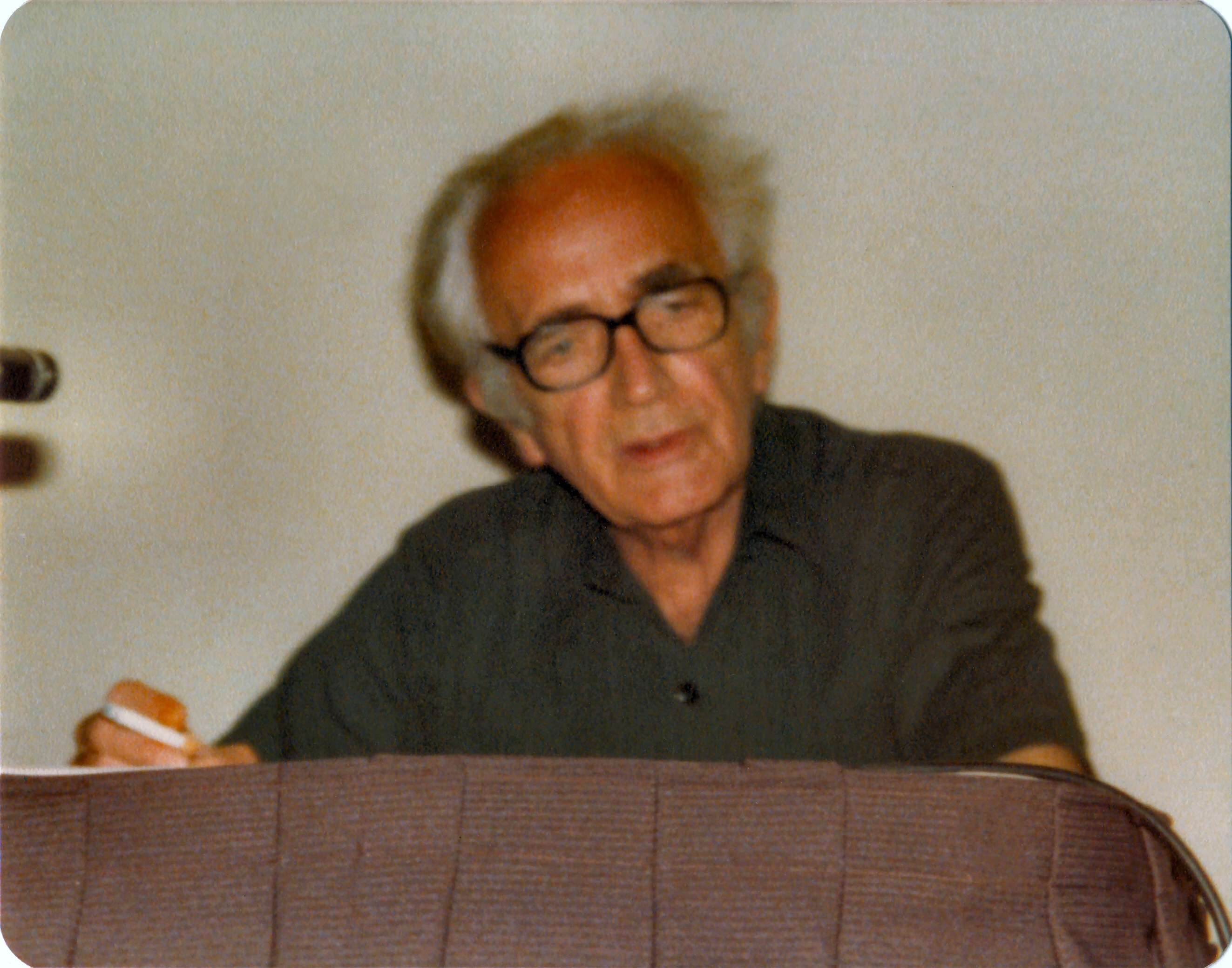
프리츠 라이버

프리츠 로이터 라이버 주니어(Fritz Reuter Leiber Jr., 1910년 12월 24일 - 1992년 9월 5일)는 큰 영향력을 행사한 미국의 과학소설, 환상소설, 공포소설 작가이다. 그는 유명한 체스 플레이어였으며, 펜싱 챔피언이기도 했다.
라이버는 1936년 1월 16일에 존퀼 스티븐스와 결혼했으며, 1938년에 아들 저스틴 프리츠 라이버를 낳았다. 1969년 아내가 죽은 후 3년 가까이 알코올 중독 상태로 지냈지만, 〈옅은 황색 가운〉(The Pale Brown Thing)(1977)이라는 제목으로 팬터지 앤 사이언스 픽션 지에 연재된 환상소설 《어둠의 성모》(Our Lady of Darkness)로 재기했다. 이 작품은 도시강령술(megapolisomancy)이라는 흑마술로 소환되는 정령들이 자라나는 배경으로 현대 샌프란시스코를 다루고 있다. 《어둠의 성모》는 세계환상문학상을 수상했다.
말년에는 몇 년간 친구로 지내던 저널리스트이자 시인인 마고 스키너와 재혼했다. 많은 사람들이 라이버가 빈민촌에서 곤궁한 생활을 하며 힘들게 살았다고 잘못 알고 있는데, 실은 라이버 자신이 시내에서 살면서 저녁식사와 영화를 즐기며 가끔 여행을 하는 것으로 검소하게 생활하는 편을 좋아했던 것뿐이다. 그는 파프르드와 그레이 마우저 시리즈 세계관의 권리를 확보한 TSR사(던전 앤 드래곤의 제작사)가 보내오는 인세 수표만으로도 편히 생활할 수 있었다.
라이버는 토론토에서 열린 과학소설 컨벤션에 스키너와 함께 참석했다 돌아오는 길에 넘어졌고, 몇 주 뒤 숨을 거두었다. 사인은 노환이었다.
그는 단편집 《The Ghost Light》(1984)에 수록된 〈Not Much Disorder and Not So Early Sex〉라는 짧은 자서전을 집필했다. 중요한 전기로는 브루스 바이필드가 저술하고 네크로노미콘 프레스에서 출판된 《Witches of the Mind》가 있고, 러브크래프트와의 문학적 교류를 다룬 에세이는 S. T. 조시가 쓴 《The Evolution of the Weird Tale》(2004)에 실려 있다. 러브크래프트에 관한 라이버 자신의 도전적인 평론은 와일드사이드 프레스에서 출판된 《Fafhrd and Me》(1990)에 수록되어 있다.

## 연극인으로서의 라이버
셰익스피어 연극 배우였던 부모님 - 프리츠 라이버 시니어와 버지니아 라이버 - 사이에서 난 그는 오래전부터 연극에 매료되어 있어서, 〈No Great Magic〉과 〈Four Ghosts in Hamlet〉 같은 단편에서 셰익스피어 순회극단에 대해 다루는가 하면, 장편 《A Specter is Haunting Texas》에 배우이자 공연기획자인 주인공을 등장시키기도 했다.
그의 Change War 시리즈 소설, 《The Big Time》은 전(全)우주의 역사를 바꾸고 또 바꾸는 "Snakes"와 "Spiders" 두 세력 사이의 전쟁을 다루고 있지만, 작품 속의 모든 사건은 소수의 등장인물들에 의해 연극 무대만한 규모의 시공간에 고립된 작은 거품 속에서 일어난다.
그는 몇 편의 영화에도 출연했는데, 워너 브러더스의 The Great Garrick(1937)에서는 자신의 아버지와 함께 나오기도 했다.

## 작품 활동
라이버는 활동기간중 초기 20년 동안 H. P. 러브크래프트와 로버트 그레이브스의 영향을 많이 받았다. 1950년대 이후, 그는 칼 융의 저작, 특히 아니마와 그림자라는 개념에 점점 경도되기 시작했다. 이 개념들은 그의 작품속에서 빈번하게 언급되곤 하는데, 특히 아니마는 여성에게서 느끼는 매력과 거리감을 탐구하는 수단으로 사용되었다.
라이버는 생전 고양이를 좋아해서 그의 작품 다수에 고양이가 중요한 역할로 나온다. 예를 들어, 장편 《The Wanderer》에서 타이거시카는 지구인 주인공을 성적으로 매혹시키지만 지구인의 관습에 의해 배척당하는, 고양이를 닮은 외계인이다. 라이버의 〈Gummitch〉 단편에는 커피를 마시다가 인간으로 변할 수 있는 능력을 얻게 되는 IQ 160인 고양이가 나온다.
독자와 동료 작가들 사이에서 그의 인기는 대단해서, 그가 쓴 과학소설 장편 《The Big Time》(1958)과 《The Wanderer》(1964), 사신과 주사위 놀이를 하는 도박꾼에 관한 단편인 〈Gonna Roll the Bones〉는 모두 휴고상을 수상했다("Bones"는 네뷸러상도 수상했다)
라이버의 작품 가운데 가장 뛰어나다는 평가를 받은 작품들은 대부분 단편, 특히 공포소설이었다. 〈주린 눈의 소녀〉(The Girl with the Hungry Eyes)와 (The Sinful Ones'라는 제목으로도 알려진) 〈You're All Alone〉 같은 작품을 통해, 그는 도시 공포소설의 선구자로 널리 인정받았다.(램지 캠벨도 그에게서 큰 영향을 받았다고 밝힌 적이 있다) 말년에 라이버는 단편 공포소설로 회귀하여 〈Horrible Imaginings〉, 〈Black Has Its Charms〉 그리고 수상작인 〈The Button Moulder〉를 발표했다.
평행우주에 관한 단편 〈Catch That Zeppelin!〉(1975)은 그에게 또 한번 네뷸러상과 휴고상을 안겨주었다. 전형적인 평행우주 이야기들이 디스토피아를 묘사하고 있는 데 반해, 이 작품은 우리들이 살고 있는 것보다 훨씬 나은 대체세계를 그럴듯하게 묘사하고 있다. 한편 〈Belsen Express〉(1975)으로 그는 다시 세계환상문학상을 수상했다.
1975년 세계과학소설 컨벤션에서 간달프상(그랜드 매스터)을 수상했으며, 1981년 미국과학소설및환상소설가협회에서도 그에게 그랜드 매스터 칭호를 부여했다.
그는 린 카터의 앤솔로지 Flashing Swords!에 참여한, 느슨하게 연결된 일군의 영웅 환상소설 작가들이 설립한 단체인 미국 전사와 마법사 조합(SAGA; Socerers' Guild of America)의 일원이기도 했다.

## 파프르드와 그레이 마우저
그의 유산은 50년의 세월에 걸쳐 쓰여진 파프르드와 그레이 마우저 이야기에 집약되어 있다. 첫 번째 작품 《모험을 찾는 두 사람》(Two Sought Adventure)은 1939년 언노운에 처음 실렸다. 그 둘은 도시 랑크마 주위를 배회하는, 어울리지 않는 한 패로 묘사된다(파프르드는 라이버 자신을, 마우저는 그의 친구 해리 피셔를 모델로 삼았다) 이 시리즈는 (라이버가 제창한 용어인) 검과 마법 장르의 여러 전형들을 낳은 원조격 작품 가운데 하나이다. 이야기가 진행되는 과정에 두 영웅이 나이를 먹으며 더 많은 책임을 떠맡고, 마침내 결혼해서 정착한다는 점에서도 검과 마법 이야기 중에서 이채를 띤다.
라이버의 파프르드와 그레이 마우저 이야기는 여러 상을 수상하거나 그 후보에 올랐다. 《스킬라의 딸》(Scylla's Daughter)은 휴고상 후보(1961)에 올랐고, 《랑크마에서의 악연》(Ill Met in Lankhmar)(1970)은 휴고상과 네뷸러상을 수상했다.
이 작품은 장르의 원형을 만드는 데뿐만 아니라, 다른 작품들에게도 직접적인 영향을 미쳤다. 조애너 러스의 도둑이자 암살자인 앨릭스(1976년 작 《앨릭스의 모험》에 수록)는 파프르드와 그레이 마우저로부터 상당한 영향을 받았으며, 라이버 역시 자기 작품에 앨릭스를 등장시키기도 했다. 수많은 작가들이 이 작품에 오마쥬를 바치곤 했다. 예를 들어, 테리 프래쳇의 앙크모포크 시는 랑크마와 상당히 유사하다(그는 첫 번째 디스크월드 소설의 도입부에서 검사이자 도둑인 '족제비'와 거구의 야만인 동료 '용감한'을 등장시킴으로써, 이를 재치있게 인정했다)

## 자서전

### 소설
- Conjure Wife (originally appeared in Unknown Worlds, April 1943) — This novel relates a college professor's discovery that his wife (and all other women) are regularly using magic against one another and their husbands. It was filmed three times:
  - Weird Woman (1944)
  - Burn, Witch, Burn! (aka Night of the Eagle) (1962)
  - Witches' Brew (aka Which Witch is Which?) (1980)
- Gather, Darkness! (serialized in Astounding, May, June, and July 1943)
- The Sinful Ones aka You're All Alone (1953)
- The Green Millennium (1953)
- Destiny Times Three (1957)
- The Big Time (expanded 1961 from a version serialized in Galaxy, March & April 1958, which won a Hugo) — Change War series
- The Silver Eggheads (1961; a shorter version was published in the Magazine of Fantasy and Science Fiction in 1959)
- The Wanderer (1964)
- Ships to the Stars (1964)
- Tarzan and the Valley of the Gold (1966)
- The Swords of Lankhmar (1968)
- A Spectre is Haunting Texas (1969)
- Night Monsters (1969)
- The Demons of the Upper Air (1969)
- You're All Alone (1972)
- Our Lady of Darkness (1977)
- The Dealings of Daniel Kesserich (1997) — Lovecraftian novella written in 1936 and lost for decades

### 컬렉션
- Night's Black Agents (1947)
- The Best of Fritz Leiber (1974). Collection of 22 short stories.
- The Book of Fritz Leiber (1974)
- The Leiber Chronicles (1990)

### 짧은 스토리
1939
"Two Sought Adventure" aka "The Jewels in the Forest" — Fafhrd & Gray Mouser story
1940
"The Automatic Pistol"
"The Bleak Shore" — Fafhrd & Gray Mouser story
1941
"The Howling Tower" — Fafhrd & Gray Mouser story
"The Power of the Puppets"
"Smoke Ghost"
"They Never Come Back"
1942
"The Hill and the Hole"
"The Hound"
"The Phantom Slayer" aka "The Inheritance"
"Spider Mansion"
"The Sunken Land" — Fafhrd & Gray Mouser story
1943
"Conjure Wife" (novel)
"Gather, Darkness! (novel)
"The Mutant's Brother"
"Thieves' House" — Fafhrd & Gray Mouser story
"To Make a Roman Holiday"
1944
"Business of Killing"
"Sanity" aka "Crazy Wolf"
"Taboo"
"Thought"
1945
"Destiny Times Three" (novella)
"The Dreams of Albert Moreland"
"Wanted — An Enemy"
1946
"Alice and the Allergy"
"Mr. Bauer and the Atoms"
1947
"Adept's Gambit" — Fafhrd & Gray Mouser story
"Diary in the Snow"
"The Man Who Never Grew Young"
1949
"The Girl with the Hungry Eyes"
"In the X-Ray"
1950
"The Black Ewe"
"Coming Attraction"
"The Dead Man"
"The Enchanted Forest"
"Later Than You Think"
"Let Freedom Ring" aka "The Wolf Pack"
"The Lion and the Lamb"
"Martians, Keep Out!"
"The Ship Sails at Midnight"
"You're All Alone"
1951
"Appointment in Tomorrow" aka "Poor Superman"
"Cry Witch!"
"Dark Vengeance" aka "Claws from the Night" — Fafhrd & Gray Mouser story
"Nice Girl with Five Husbands"
"A Pail of Air"
"When the Last Gods Die"
1952
"Dr. Kometevsky's Day"
"The Foxholes of Mars" — appeared in the 1969 anthology The War Book, edited by James Sallis.
"I'm Looking for "Jeff""
"The Moon Is Green"
"Yesterday House"
1953
"A Bad Day for Sales"
"The Big Holiday"
"The Night He Cried" — a notable sf pastiche of Mickey Spillane
"The Seven Black Priests" — Fafhrd & Gray Mouser story
1954
"The Mechanical Bride" (play)
"The Silence Game"
1957
"The Big Trek"
"Femmequin 973"
"Friends and Enemies"
"Last"
"Time Fighter"
"Time in the Round"
"What's He Doing in There?"
1958
"The Big Time" (short novel) — Change War story
"Bread Overhead"
"Bullet With His Name"
"A Deskful of Girls" — Change War story
"The Last Letter"
"Little Old Miss Macbeth"
"The Number of the Beast" — Change War story
"Rump-Titty-Titty-Tum-TAH-Tee"
"Space-Time for Springers" — Gummitch story
"Try and Change the Past" — Change War story
1959
"Damnation Morning" — Change War story
"The House of Mrs. Delgado"
"The Improper Authorities"
"Lean Times in Lankhmar" — Fafhrd & Gray Mouser story
"The Mind Spider" — Change War story
"MS Found in a Maelstrom"
"Our Saucer Vacation"
"Pipe Dream"
"Psychosis from Space"
"The Reward"
"The Silver Eggheads" (novella, later expanded to book-length)
"Tranquility, Or Else!" aka "The Haunted Future" — Change War story
1960
"Deadly Moon"
"Mariana"
"The Night of the Long Knives" aka "The Wolf Pair"
"The Oldest Soldier" — Change War story
"Rats of Limbo"
"Schizo Jimmie"
"When the Sea-King's Away" — Fafhrd & Gray Mouser story
1961
"All the Weed in the World"
"The Beat Cluster"
"The Goggles of Dr. Dragonet"
"Hatchery of Dreams"
"Kreativity for Kats" — Gummitch story
"Scream Wolf"
"Scylla's Daughter" — Fafhrd & Gray Mouser story
"A Visitor from Back East"
1962
"The 64-Square Madhouse"
"The Big Engine" (shortened revision of "You're All Alone")
"A Bit of the Dark World"
"The Creature from Cleveland Depths" aka "The Lone Wolf"
"The Man Who Made Friends with Electricity"
"Mirror"
"The Moriarty Gambit"
"The Secret Songs"
"The Snowbank Orbit"
"The Thirteenth Step"
"The Unholy Grail" — Fafhrd & Gray Mouser story
1963
"237 Talking Statues, Etc."
"Bazaar of the Bizarre" — Fafhrd & Gray Mouser story
"The Casket-Demon"
"The Cloud of Hate" — Fafhrd & Gray Mouser story
"Crimes Against Passion"
"Dr. Adams' Garden of Evil"
"Game for Motel Room"
"A Hitch in Space"
"Kindergarten"
"Myths My Great-Granddaughter Taught Me"
"No Great Magic" — Change War story
"The Spider"
"Success"
"X Marks the Pedwalk"
1964
"Be of Good Cheer"
"The Black Gondolier"
"Lie Still, Snow White"
"The Lords of Quarmall" (with Harry O. Fischer) — Fafhrd & Gray Mouser story
"Midnight in the Mirror World"
"When the Change-Winds Blow" — Change War story
1965
"Cyclops"
"Far Reach to Cygnus"
"Four Ghosts in Hamlet"
"The Good New Days"
"Knight's Move" aka "Knight to Move" — Change War story
"Moon Duel"
"Stardock" — Fafhrd & Gray Mouser story
1966
"The Crystal Prison"
"Sunk Without Trace"
"To Arkham and the Stars" — a Cthulhu Mythos story
1967
"Answering Service"
"Black Corridor" — Change War story
"Gonna Roll the Bones" - winner of Hugo and Nebula awards.
"The Inner Circles" aka "The Winter Flies"
1968
"Crazy Annaoj"
"In the Witch's Tent" — Fafhrd & Gray Mouser story
"One Station of the Way"
"A Specter is Haunting Texas"
"The Square Root of Brain"
"Their Mistress, the Sea" — Fafhrd & Gray Mouser story
"The Turned-off Heads"
"The Two Best Thieves in Lankhmar" — Fafhrd & Gray Mouser story
"When Brahma Wakes"
"The Wrong Branch" — Fafhrd & Gray Mouser story
1969
"Endfray of the Ofay"
"Richmond, Late September, 1849"
"Ship of Shadows"
"When They Openly Walk"
1970
"America the Beautiful"
"The Circle Curse" — Fafhrd & Gray Mouser story
"Ill Met in Lankhmar" — Fafhrd & Gray Mouser story
"The Price of Pain-Ease" — Fafhrd & Gray Mouser story
"The Snow Women" — Fafhrd & Gray Mouser story
1971
"Gold, Black, and Silver"
1972
"Another Cask of Wine"
"The Bump"
"Day Dark, Night Bright"
"The Lotus Eaters"
1973
"The Bait" — Fafhrd & Gray Mouser story
"Cat Three"
"The Sadness of the Executioner" — Fafhrd & Gray Mouser story
"Trapped in the Shadowland" — Fafhrd & Gray Mouser story
1974
"Beauty and the Beasts" — Fafhrd & Gray Mouser story
"Cat's Cradle" — Gummitch story
"Do You Know Dave Wenzel?"
"Midnight by the Morphy Watch"
"Mysterious Doings in the Metropolitan Museum"
"WaIF"
1975
"Belsen Express"
"Catch That Zeppelin!"
"The Glove"
"Night Passage"
"Trapped in the Sea of Stars" — Fafhrd & Gray Mouser story
"Under the Thumbs of the Gods" — Fafhrd & Gray Mouser story
1976
"Dark Wings"
"The Death of Princes"
"The Eeriest Ruined Dawn World"
"The Frost Monstreme" — Fafhrd & Gray Mouser story
"The Terror from the Depths" — a Cthulhu Mythos story
1977
"The Princess in the Tower 250,000 Miles High"
"Rime Isle" — Fafhrd & Gray Mouser story
"A Rite of Spring"
"Sea Magic" — Fafhrd & Gray Mouser story
1978
"Black Glass"
"The Mer She" — Fafhrd & Gray Mouser story
1979
"The Button Molder"
"The Man Who Was Married to Space and Time"
1980
"The Repair People"
1981
"The Great San Francisco Glacier"
1982
"Horrible Imaginings"
"The Moon Porthole"
1983
"The Cat Hotel" — Gummitch story
"The Curse of the Smalls and the Stars" — Fafhrd & Gray Mouser story
1984
"Black Has Its Charms"
"The Ghost Light"
1988
"The Mouser Goes Below" — Fafhrd & Gray Mouser story
"Slack Lankhmar Afternoon Featuring Hisvet" — Fafhrd & Gray Mouser story
1990
"Replacement for Wilmer: A Ghost Story"
1993
"Thrice the Brinded Cat"
2002
"The Enormous Bedroom"